# 蘇凌阿
蘇凌阿（转写：Suringga；1717年—1799年），字紫翔，他他拉氏（他塔喇氏），滿洲正白旗人。早年任內閣中書，後累遷江西廣饒九南道。乾隆五十年（1785年），自吏部員外郎受和珅提拔，任兵部侍郎、工部侍郎、戶部侍郎。乾隆五十四年（1789年）遷戶部尚書。出為兩江總督。嘉慶二年，授東閣大學士，兼署刑部尚書。嘉慶四年（1799年），和珅倒台，被罷黜，守護乾隆帝的裕陵。同年去世。

## 家族
- 始祖岱圖庫哈理。扎庫木地方他塔喇氏，“岱圖庫哈理，正白旗人，世居扎庫木地方，國初率子孫族人及本地方五十戸來歸，編佐領，使其次子多羅額駙諾裔謨多之子英俄爾岱統之，……優授三等子……晉封二等公，係多羅額駙。”（据《八旗滿洲氏族通譜》卷11）。与正蓝旗满洲、嘉慶六年（1801年）辛酉恩科进士秀堃的祖先巴達巴顏同族。

## 延伸阅读
[在维基数据编辑]
 《清史稿/卷319》，出自趙爾巽《清史稿》